# Ernest Langwerth de Simmern
Ernest Langwerth de Simmern, né le 17 mars 1865 à Eltville, mort le 17 novembre 1942 à Eltville, était un diplomate allemand .

## Biographie
Il est issu de la vieille famille aristocratique rhénane des Langwerth von Simmern (de) et est le fils de Heinrich Langwerth von Simmern (de), député au Reichstag. Il étudie le droit à Heidelberg et à Leipzig et passé son examen d'avocat stagiaire à Celle en 1887 et poursuit ses études à Munich et à Berlin. À Heidelberg, il devient membre du Corps Vandalia (de) en 1885.